# Kralkızıdam
De Kralkızıdam is een stuwdam in de Tigris in de provincie Diyarbakır in Turkije, gebouwd in de periode 1985-1997. Het is een van de 22 stuwdammen in het Zuidoost-Anatolië-project. Het bijbehorende stuwmeer heeft een opslagcapaciteit van 595 miljoen m3 en een oppervlakte van 57,5 km². 

## Technische Gegevens
- Hoogte boven de rivierbedding: 113 m
- Inhoud van het bouwwerk: 1,919 miljard m³
- Capaciteit waterkrachtcentrale: 90 MW
- Productie waterkrachtcentrale: 0,146 miljard kWh per jaar